# Анж Мари Дюрони
Анж Мари Дюрони (на испански: Ange Marie Duroni) е испански търговец и дипломат.

## Биография
Роден е в Испания, която по-късно напуска по икономически причини и се установява в Южна Франция. През 1849 г. се омъжва за Мари Луиз Софи Кастан и се премества в Цариград, където се занимава с търговия. През 1867 г. се преселва във Варна и изпълнява функциите на испански консул в града. Построява голяма каменна къща, която служи едновременно за търговска кантора и за испанска легация. Назначен е за вицеконсул на Швеция и Норвегия във Варна към Високата порта, а на 1 декември 1885 г. назначението му е потвърдено като вицеконсул на Швеция и Норвегия във Варна, Княжество България. Две години преди смъртта си през 1902 г. се разорява и оставя на сина си ипотекиран имот и търговска къща с дългове.
Личният му архив е част от Родов фонд „Кастан – Дюрони“, който се съхранява във фонд 811К в Държавен архив – Варна.